# Мост Данинхэ
Мост Данинхэ (кит. 大宁河桥) — мост, пересекающий ущелье реки Данин, расположенный на территории города центрального подчинения Чунцин; 16-й по длине основного пролёта арочный мост в мире (12-й в Китае); 76-79-й по высоте над пересекаемой преградой мост в мире. Является частью скоростной автодороги G42 Шанхай — Чэнду.

## Характеристика
Мост соединяет западный и восточный берега реки Данян (приток Янцзы) на территории уезда Ушань, в нескольких километрах севернее от впадения Данян в Янцзы.
Длина — 681 м. Мост представлен однопролётной арочной конструкцией с дорожным полотном сверху. Длина основного пролёта — 400 м. Высота арочного свода 219 м над уровнем воды. Арочная конструкция решётчатая (по принципу сквозных ферм) и выполнена из стали, где трубчатые основные арки заполнены бетоном. Конструкция имеет поперечные связи (вертикальные опоры) между дорожным полотном и арочным сводом.
Имеет 6 полос движения (по три в обе стороны).